# Previsão de ciclones tropicais

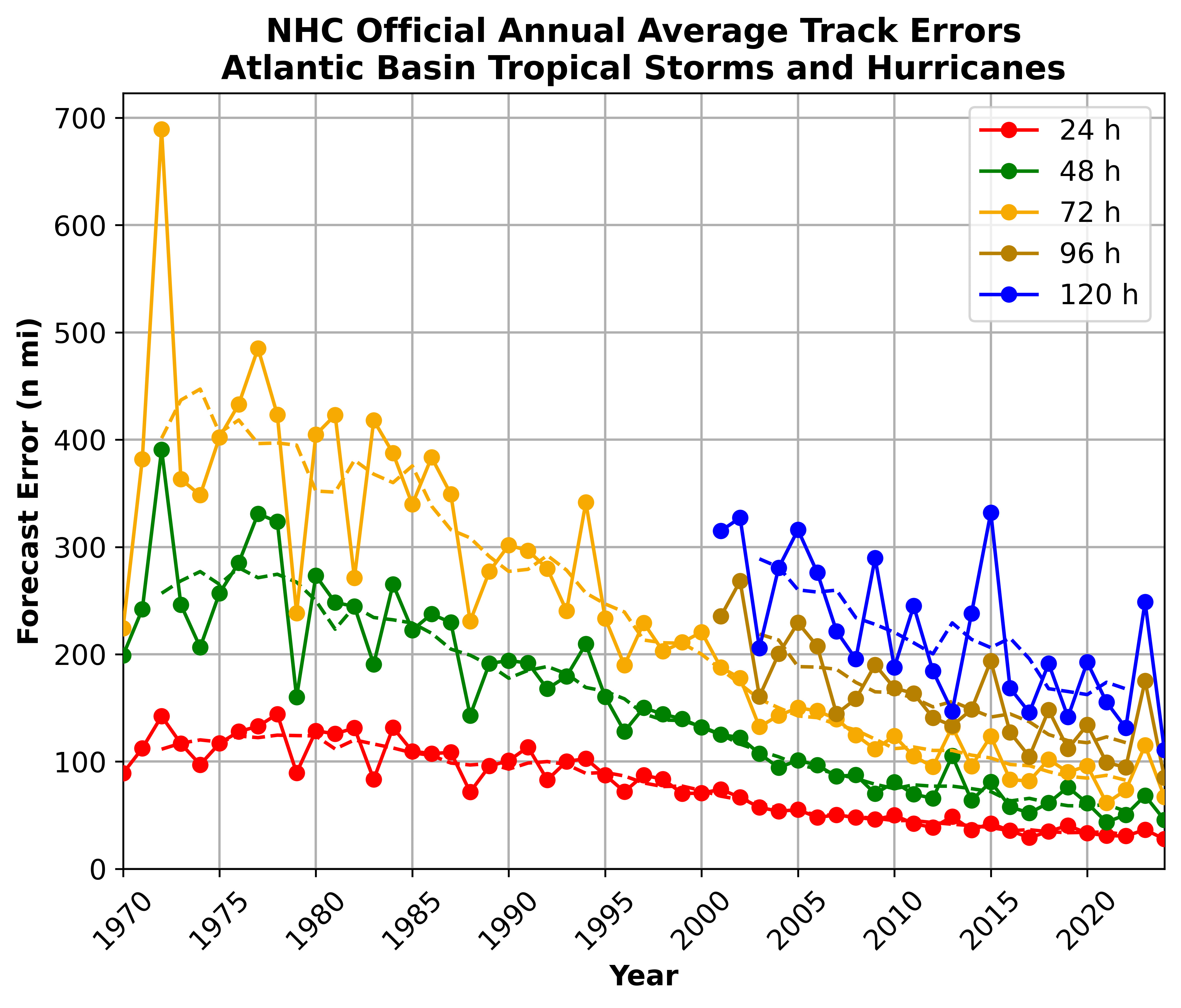
Gráfico mostrando as tendências médias de erros nas trajetórias dos furacões atlânticos entre 1970 e 2014

Previsão de ciclones tropicais é a ciência e a arte de prever onde o centro de um ciclone tropical e seus efeitos são esperados num determinada localização no futuro. Há vários elementos na previsão de ciclones tropicais: previsão da trajetória, intensidade, chuvas, maré de tempestade e até mesmo tornados.
Os métodos usados na previsão de ciclones tropicais têm mudado com o decorrer do tempo. Estas diferenças vêm desde a diferença da medida da pressão atmosférica, usada em 1849, até a utilização de satélites meteorológicos e sofisticados modelos de previsão utilizados atualmente. A trajetória de um ciclone tropical é prevista observando as correntes principais de ar no meio onde o ciclone se situa. Também se considera o tamanho, a intensidade e a forma das áreas de baixa pressão e áreas de alta pressão em volta do sistema tropical. Como atualmente os modelos de previsão meteorológica não são totalmente eficazes, faz-se uso da margem de erro, que é maior quanto maior o tempo de previsão.
Saber a intensidade de um ciclone tropical é importantíssimo para que a população de uma região onde provavelmente o ciclone atingirá saiba a ameaça e o risco que estão correndo caso queiram ficar na região. Mas os cientistas ainda são estão habilidosos em prever a intensidade de um ciclone tropical. Mesmo com a tecnologia disponível atualmente, não se sabe exatamente os mecanismos da intensidade de um ciclone tropical.
A previsão de chuvas de ciclones tropicais tem se mostrado de vital importância para as populações de regiões costeiras, pois as enchentes por eles causadas são a principal causa das mortes provocadas por estes ciclones. Sabe-se que o movimento lento de um ciclone tropical implicará numa maior precipitação acumulada. Além disso, outros fatores podem provocar as diferenças na quantidade de chuvas causadas por estes sistemas. Às vezes, estes fatores, tais como correntes de ventos ocidentais, combinados com outros, como terrenos montanhosos, podem provocar chuvas extremamente torrenciais, como ocorreu na América Central durante a passagem do Furacão Mitch em 1998.
Em alguns locais costeiros, especialmente os mais baixos, como em extensas planícies, tais como em Bangladesh, há a atuação severa das marés ciclônicas, elevação do nível do mar provocada pelos ciclones tropicais. Para prever estas marés, são usados modelos de previsão próprios, como o SLOSH, que considera a trajetória, a intensidade e a velocidade de deslocamento do ciclone tropical.
Faz-se também necessário a previsão de surgimento de tornados no interior de ciclones tropicais. Em geral, tornados são comuns em ciclones tropicais, principalmente nos seus quadrantes nordeste, no hemisfério norte, ou sudeste, no hemisfério sul.